# Cehia la Jocurile Olimpice de vară din 2016
Cehia a participat la Jocurile Olimpice de vară din 2016 de la Rio de Janeiro în perioada 5 – 21 august 2016, cu o delegație de 105 de sportivi, care a concurat în 20 de sporturi. Cu un total de zece medalii, inclusiv una de aur, Cehia s-a aflat pe locul 43 în clasamentul final.

## Participanți
Delegația cehă a cuprins 105 de sportivi: 63 de bărbați și 42 de femei. Cel mai tânăr atlet din delegație a fost înotătoarea Barbora Seemanova (16 ani), cel mai bătrân a fost trăgătorul de tir David Kostelecky (41 de ani).
| Sport            | Masculin | Feminin | Total |
| ---------------- | -------- | ------- | ----- |
| Atletism         | 14       | 11      | 25    |
| Badminton        | 1        | 1       | 2     |
| Caiac canoe      | 12       | 1       | 13    |
| Canotaj          | 7        | 3       | 10    |
| Ciclism          | 9        | 1       | 10    |
| Gimnastică       | 1        | 0       | 1     |
| Golf             | 0        | 1       | 1     |
| Haltere          | 1        | 0       | 1     |
| Înot sincron     | —        | 2       | 2     |
| Judo             | 3        | 0       | 3     |
| Lupte            | 0        | 1       | 1     |
| Natație          | 2        | 6       | 8     |
| Navigație        | 2        | 1       | 3     |
| Pentatlon modern | 2        | 1       | 3     |
| Scrimă           | 2        | 0       | 2     |
| Tenis            | 3        | 5       | 8     |
| Tenis de masă    | 2        | 2       | 4     |
| Tir              | 2        | 3       | 5     |
| Triatlon         | 0        | 1       | 1     |
| Volei            | 0        | 2       | 2     |
| Total            | 63       | 42      | 105   |

## Medalii

### Medaliați
| Medalie | Nume                                              | Sport       | Probă                      | Dată      |
| ------- | ------------------------------------------------- | ----------- | -------------------------- | --------- |
| Aur     | Lukáš Krpálek                                     | Judo        | 100 kg masculin            | 11 august |
| Argint  | Josef Dostál                                      | Caiac canoe | K-1 1000 m masculin        | 16 august |
| Argint  | Jaroslav Kulhavý                                  | Ciclism     | Cross-country masculin     | 21 august |
| Bronz   | Jiří Prskavec                                     | Caiac canoe | K-1 slalom masculin        | 10 august |
| Bronz   | Ondřej Synek                                      | Canotaj     | Simplu vâsle (1×) masculin | 13 august |
| Bronz   | Petra Kvitová                                     | Tenis       | Simplu feminin             | 13 august |
| Bronz   | Lucie Šafářová Barbora Strýcová                   | Tenis       | Dublu feminin              | 13 august |
| Bronz   | Lucie Hradecká Radek Štěpánek                     | Tenis       | Dublu mixt                 | 14 august |
| Bronz   | Barbora Špotáková                                 | Atletism    | Aruncarea suliței feminin  | 18 august |
| Bronz   | Josef Dostál Daniel Havel Jan Štěrba Lukáš Trefil | Caiac canoe | K-4 1000 m masculin        | 20 august |

### Medalii după sport
| Sport       | Aur | Argint | Bronz | Total |
| Judo        | 1   | 0      | 0     | 1     |
| Caiac canoe | 0   | 1      | 2     | 3     |
| Ciclism     | 0   | 1      | 0     | 1     |
| Tenis       | 0   | 0      | 3     | 3     |
| Canotaj     | 0   | 0      | 1     | 1     |
| Atletism    | 0   | 0      | 1     | 1     |
| Total       | 1   | 2      | 7     | 10    |

## Natație
| Sportiv          | Probă         | Calificări | Calificări | Semifinale   | Semifinale   | Finală       | Finală       |
| Sportiv          | Probă         | Timp       | Loc        | Timp         | Loc          | Timp         | Loc          |
| ---------------- | ------------- | ---------- | ---------- | ------------ | ------------ | ------------ | ------------ |
| Lucie Svěcená    | 100 m fluture | 59,45      | 27         | Nu a avansat | Nu a avansat | Nu a avansat | Nu a avansat |
| Barbora Závadová | 400 m mixt    | 4:38,53    | 14         | N/A          | N/A          | Nu a avansat | Nu a avansat |
| Simona Baumrtová | 100 m spate   | 1:01,08    | 17         | Nu a avansat | Nu a avansat | Nu a avansat | Nu a avansat |

| Sportiv       | Probă            | Calificări | Calificări | Semifinale | Semifinale | Finală       | Finală       |
| Sportiv       | Probă            | Timp       | Loc        | Timp       | Loc        | Timp         | Loc          |
| ------------- | ---------------- | ---------- | ---------- | ---------- | ---------- | ------------ | ------------ |
| Pavel Janeček | 400 m mixt       | 4:22,09    | 24         | N/A        | N/A        | Nu a avansat | Nu a avansat |
| Jan Micka     | 400 m stil liber | 3:49,97    | 29         | N/A        | N/A        | Nu a avansat | Nu a avansat |

## Scrimă
| Sportiv               | Probă            | Primul tur            | Șaisprezecimi             | Optimi        | Sferturi      | Semifinală    | Finala mică/Finala mare | Finala mică/Finala mare |
| Sportiv               | Probă            | Adversar Scor         | Adversar Scor             | Adversar Scor | Adversar Scor | Adversar Scor | Adversar Scor           | Loc                     |
| --------------------- | ---------------- | --------------------- | ------------------------- | ------------- | ------------- | ------------- | ----------------------- | ----------------------- |
| Jiří Beran            | Spadă masculin   | Schwantes (BRA) P 6–8 | Nu a avansat              | Nu a avansat  | Nu a avansat  | Nu a avansat  | Nu a avansat            | Nu a avansat            |
| Alexander Choupenitch | Floretă masculin | PAS                   | Abouelkassem (EGY) P 8–15 | Nu a avansat  | Nu a avansat  | Nu a avansat  | Nu a avansat            | Nu a avansat            |